# 治江站
治江站是位于陕西省汉中市城固县柳林镇的一个铁路车站，建于1977年，有阳安铁路经过该站，车站及其上下行区间均为电气化区段。车站距离阳平关站134公里，隶属西安局集团，是四等站。车站紧邻汉中城固机场。2021年11月10日起，本站开办客运业务。

## 旅客列车目的地
目前在本站停靠的旅客列车仅有一趟，为汉中开往北京西的K262次列车。